# Miętustwo
Miętustwo – część wsi Ciche położonej w województwie małopolskim, w powiecie nowotarskim, w gminie Czarny Dunajec.
Wieś królewska, położona w drugiej połowie XVI wieku w powiecie sądeckim województwa krakowskiego, należała do tenuty nowotarskiej. W latach 1975–1998 Miętustwo (jako część miejscowości Ciche) administracyjnie należało do województwa nowosądeckiego.
Mimo iż formalnie jest częścią wsi Ciche, to stanowi wyraźnie odrębną część. W Miętustwie znajduje się kościół parafialny pw. NMP Królowej Polski wybudowany w latach 1924–1928 w polskim stylu narodowym. Parafia Najświętszej Maryi Panny Królowej Polski w Miętustwie obejmuje swoim zasięgiem również pewne fragmenty miejscowości Stare Bystre, Ratułów, Czerwienne.
W Miętustwie przyszedł na świat o. Grzegorz Miętus (1869–1956), bernardyn związany z klasztorem w Przeworsku.

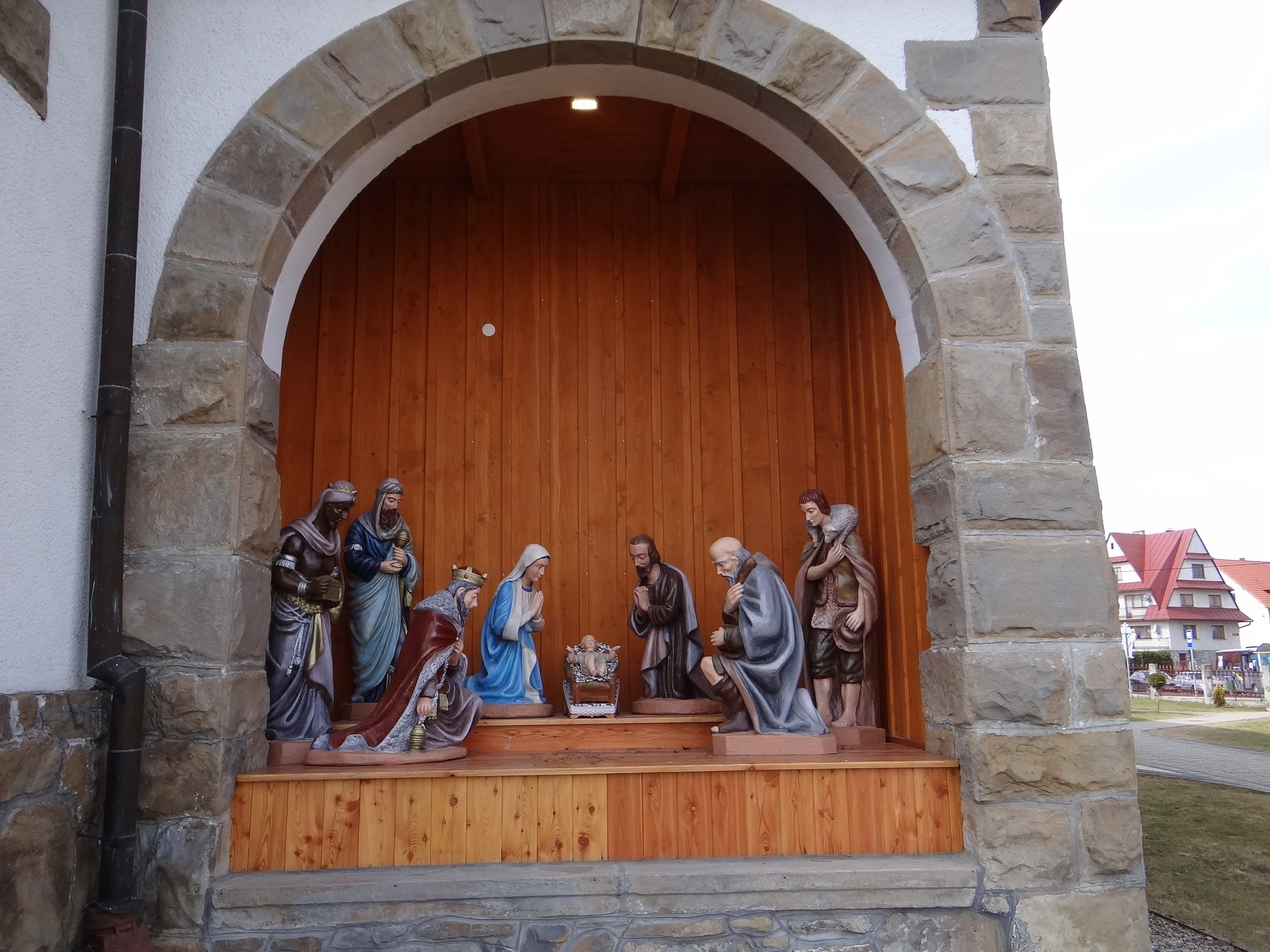
Scena z narodzin Jezusa w ścianie kościoła